# Cyaniris transiens
Cyaniris transiens är en fjärilsart som beskrevs av Melcón 1910. Cyaniris transiens ingår i släktet Cyaniris och familjen juvelvingar. Inga underarter finns listade i Catalogue of Life.